# Federazione cestistica della Scozia
La Scottish Basketball Association (acronimo SBA) è l'ente che controlla e organizza la pallacanestro in Scozia.
La federazione controlla inoltre la nazionale di pallacanestro della Scozia. Ha sede ad Edimburgo e l'attuale presidente è William McInnes.
È stata affiliata alla FIBA dal 1947 alla fine di settembre del 2016 quando ha ricevuto l'affiliazione la British Basketball Federation, e organizza il campionato scozzese di pallacanestro.